# Abbey Hulton
Abbey Hulton – dzielnica w Anglii, w hrabstwie ceremonialnym Staffordshire, w dystrykcie (unitary authority) Stoke-on-Trent. Leży 24 km na północ od miasta Stafford i 217 km na północny zachód od Londynu. Abbey Hulton jest wspomniana w Domesday Book (1086) jako Heltone.